# Dagmar
Ženské jméno Dagmar (řidčeji také Dagmara) pochází z starobylého norského jména Dagmær. Vzniklo spojením slov dagr – den a mær – panna přenesený význam je „svatý anebo velký den“ nebo „denice“. Další podobou jména je Dagmara. Často používaná je domácká podoba jména Dáša, Dášenka, řidčeji Dáda, na Moravě Dada.

## Statistické údaje
Následující tabulka uvádí četnost jména v ČR a pořadí mezi ženskými jmény ve srovnání dvou roků, pro které jsou dostupné údaje MV ČR – lze z ní tedy vysledovat trend v užívání tohoto jména:
| Rok       | Četnost    | Pořadí   |
| 1999      | 56 285     | 27.      |
| 2002      | 56 013     | 26.      |
| Porovnání | o 272 méně | o 1 lépe |
| 2006      | 54 730     | 30.      |

Změna procentního zastoupení tohoto jména mezi žijícími ženami v ČR (tj. procentní změna se započítáním celkového úbytku žen v ČR za sledované tři roky 1999–2002) je +0,3 %.

## Jméno Dagmar v jiných jazycích
- polsky: Dagmara
- slovinsky: Dagmara
- švédsky: Dagmar

## Datum jmenin
- Český kalendář: 20. prosince
- Švédský kalendář: 27. září

## Zdrobněliny
Od jména Dagmar existuje mnoho zdrobnělin, pro ilustraci je zde uvedeno několik příkladů: Dáda, Dášenka, Dáša, Dája, Dádinka.

## Významné osoby

### královny
- Dagmar, dcera krále Přemysla Otakara I. česká princezna a jako manželka dánského krále Valdemara II. dánská královna
- Marie Sofie Dánská, plným jménem Marie Sophie Frederikke Dagmar, někdy uváděná jako Dagmar Dánská / Dagmar von Dänemark, jako dcera dánského krále Kristiána IX. dánská princezna a jako manželka ruského cara Alexandra III. ruská carevna

### ostatní
- Dagmar Andrtová-Voňková, zpěvačka, kytaristka a skladatelka
- Dagmar Bláhová, česko-australská herečka a režisérka
- Dagmar Damková, česká fotbalová rozhodčí, pedagožka a fotbalová funkcionářka
- Dagmar Havlová (Veškrnová), česká herečka. Manželka Václava Havla, a bývala První dáma České republiky.
- Dagmar Lastovecká, česká politička a ústavní soudkyně
- Dagmar Patrasová, česká herečka, zpěvačka a moderátorka
- Dagmar Pecková, česká operní pěvkyně, mezzosopranistka
- Dagmar Podkonická, česká zpěvačka a herečka
- Dagmar Sobková (Dasha), česká zpěvačka

## Jiné významy
- jeskyně Dagmar – ponorová jeskyně v Moravském krasu
- Dětský domov Dagmar – dětský domov, vzniklý v roce 1928 v Brně z iniciativy brněnského básníka, novináře a spisovatele Rudolfa Těsnohlídka
- Dagmar – sporotvní model amerických automobilů Crawford Automobile vyráběnený v letech 1921 až 1927.